# Econacionalismo
El econacionalismo (también conocido como nacionalismo ecológico o nacionalismo verde) es una síntesis del nacionalismo y la política verde. Los econacionalistas pueden provenir de muchos puntos del espectro político de izquierda a derecha, pero todos están atados a la idea de que el estado-nación y sus ciudadanos tienen el deber especial de proteger el medio ambiente de su país.

## Definiciones y principios
Según Jane Dawson, el econacionalismo es el surgimiento de movimientos sociales que vinculan estrechamente los problemas de protección del medio ambiente con las preocupaciones nacionalistas. Dawson también supuso que el econacionalismo es "la síntesis del ambientalismo, la identidad nacional y la lucha por la justicia". Los profesores de historia K. Sivaramakrishnan y Gunnel Cederlöf han definido el econacionalismo como, ya sea nativista o de carácter cosmopolita, “cuando el Estado se apropia del medio ambiente y de las políticas ambientales como formas de orgullo nacional, consolidando y legitimando así a la nación”.
Una de las primeras instancias de econacionalismo fue en la década de 1980 en la entonces Unión Soviética, donde los ciudadanos percibían la degradación ambiental como una falla sistémica del socialismo y un resultado directo del deseo de Moscú de debilitar a una nación en particular destruyendo su base natural, y explotando sus recursos. Los movimientos independentistas de Estonia, Lituania y Ucrania obtuvieron una gran fuerza del activismo ambiental, especialmente de una postura antinuclear. En 1985-1991, el econacionalismo fue uno de los síntomas y al mismo tiempo un nuevo impulso de la desintegración de la Unión Soviética.
El econacionalismo, tal como lo definen los antropólogos, a menudo se manifiesta en la adopción de la naturaleza como una entidad fuera de la cultura que debe protegerse en su estado prístino e intacto siempre que sea posible. En los estudios subalternos y la antropología cultural, el econacionalismo se refiere a la iconificación de especies y paisajes nativos de una manera que apela a un sentimiento nacionalista.

### Econacionalismo étnico Vs. econacionalismo cívico
Al discutir el econacionalismo, muchos escritores han señalado que es importante comprender la diferencia entre el nacionalismo étnico y el nacionalismo cívico. El nacionalismo étnico cree que el estado-nación debe construirse principalmente en torno a una sola etnia, mientras que el nacionalismo cívico cree que el estado-nación debe construirse en torno a una diversidad de personas que comparten valores, creencias y cultura comunes. El primero tiende a ser insular, aislacionista, nativista y típicamente de derecha, mientras que el segundo es abierto, igualitario, multicultural y típicamente más de izquierda. Ya sea nacionalista étnico o nacionalista cívico, cuando un grupo nacionalista agrega una dimensión ambientalista a su ideología, creen que el estado-nación y sus ciudadanos tienen el deber de proteger el medio ambiente del país.

### Biorregionalismo
El biorregionalismo es la creencia de que los sistemas políticos, culturales y económicos son ambientalmente más sostenibles y justos si se organizan en torno a áreas definidas de forma natural llamadas biorregiones. Esta idea de que un estado debe ajustarse a la geografía natural de la Tierra es compatible con el antiguo concepto nacionalista de una frontera natural, que también cree que la geografía natural debe determinar las fronteras de un estado. Debido a la compatibilidad de estas dos ideas, el biorregionalismo es a menudo un principio del pensamiento econacionalista.

### Ecoturismo y econacionalismo cultural
El econacionalismo puede manifestarse en el ecoturismo, que puede enriquecer las economías locales pero ha recibido críticas desde una variedad de perspectivas. Las obras artísticas que exaltan las virtudes de los fenómenos naturales de una nación, como la poesía de William Wordsworth o las pinturas del Grupo de los siete, son otra expresión del econacionalismo.

## Ejemplos nacionales

### África
Nigeria

La bandera del pueblo Ogoni.

La lucha del pueblo Ogoni en Ogonilandia en la costa sur de Nigeria contra el gobierno nacional ha sido caracterizada como un movimiento econacionalista por Jane Dawson. Tras el descubrimiento de petróleo en la región durante la década de 1960, el gobierno federal modificó la forma en que se presupuestaban los estados de Nigeria. Antes del descubrimiento del petróleo, el presupuesto de un estado se basaba en cuánto contribuía a la economía nacional, pero después del descubrimiento del petróleo, la política pasó a ser que la riqueza debe repartirse entre todos los estados. El resultado de esto fue que poco de la riqueza recién descubierta que se generó en Ogonilandia se reinvirtió localmente y, en cambio, se redistribuyó a los estados políticamente más poderosos en el norte del país. El pequeño porcentaje de la riqueza reinvertida en Ogonilandia se invirtió en la construcción de infraestructura petrolera, infraestructura que tuvo graves consecuencias ambientales en la región. Como resultado, el nacionalismo Ogoni asumió una dimensión ambientalista distintiva en respuesta a estos problemas.

### Asia
India
La lucha de los practicantes de la religión Sarna sthal en India, particularmente en el estado de Jharkhand, para recibir el reconocimiento oficial del estado ha sido descrita por algunos como "econacionalista", ya que se ha sugerido que la identidad Sarna nació de un sentido de nación impregnado de pensamiento ecológico.
Taiwán
Algunos académicos han sugerido que el econacionalismo cívico es una característica distintiva de la política taiwanesa. Al igual que en los países del Bloque del Este en la década de 1980, las protestas ambientalistas en Taiwán en la década de 1990 fueron un medio por el cual los ciudadanos podían criticar indirectamente al partido-estado. Al igual que las naciones bálticas en la Unión Soviética, el ambientalismo como movimiento de masas comenzó en Taiwán como una reacción contra la introducción de la energía nuclear. Las protestas contra la construcción de la planta de energía nuclear de Lungmen encabezadas por Lin Yi-hsiung en 1994 han sido citadas como un punto fundamental para el econacionalismo en Taiwán, así como parte del impulso que condujo a la transición de Taiwán a la democracia a fines de la década de 1990 y años 2000 parte de la plataforma de Chen Shui-bian en las históricas elecciones presidenciales de Taiwán de 2000, en las que el gobernante Kuomintang perdió por primera vez, logrando así detener la construcción de la planta de Lungmen. El tema de la energía nuclear, y específicamente Lungmen, nunca se ha resuelto en Taiwán y luego del desastre nuclear de Fukushima en Japón en 2011, el tema de la energía nuclear una vez más se convirtió en un tema clave en la política taiwanesa.
Otra área en la que se puede ver demostrado el ambientalismo y el econacionalismo taiwanés es en la política de la población indígena de Taiwán. Una crítica persistente en Taiwán es que la tierra tradicionalmente en manos de los indígenas taiwaneses ha sido transformada por el estado en minas y parques nacionales, mientras que el estado ha impedido que los indígenas usen la misma tierra para viviendas o para la caza. En 2018, un miembro del Partido del Nuevo Poder afirmó que el 80% de las 217 áreas mineras de Taiwán estaban ubicadas en territorios aborígenes. Esta situación ha llevado a la protesta en curso del Bulevar Indígena Ketagalan, que comenzó en 2017. Otro ejemplo de la carga ambiental impuesta a los indígenas taiwaneses ha sido el problema del vertido de desechos nucleares practicado en secreto por el estado en la Isla de las Orquídea, en su mayoría indígena. El descubrimiento de este vertido nuclear condujo a protestas masivas en 2002. El sentimiento de que el precio del desarrollo industrial de Taiwán ha recaído injustamente sobre las comunidades indígenas ha llevado al crecimiento del econacionalismo en Taiwán, con econacionalistas que argumentan que la lucha de los indígena debe estar ligado al ambientalismo y que debe haber justicia ambiental para los indígenas.
Otro ejemplo citado de una fusión del nacionalismo taiwanés y el ambientalismo está en el creciente aspecto ambiental del "huan-dao"; el huan-dao es una tradición taiwanesa emergente en la que un ciudadano taiwanés recorre todo el país en bicicleta a lo largo de la ruta ciclista n.º 1 de Taiwán. Considerado tanto un ritual de mayoría de edad como un acto de patriotismo taiwanés, un aspecto en desarrollo del huan-dao es que los viajeros recolecten y eliminen los desechos a lo largo de la ruta como un acto patriótico.

### Europa
Países bálticos y Ucrania
Algunos de los primeros casos de econacionalismo se observaron en Estonia, Letonia, Lituania y Ucrania en la década de 1980. Fue durante este período de tiempo que los nacionalistas de esos países descubrieron que la Unión Soviética no buscaba bloquear la actividad antigubernamental si estaba bajo la bandera del ambientalismo. Así, los nacionalistas de esos países se lanzaron a las causas ambientales, en particular después del desastre de Chernobyl. En Estonia, los econacionalistas hicieron campaña sobre los problemas de la contaminación por esquisto bituminoso, el riesgo nuclear y la extracción de minerales (fosfato). En Letonia, los temores sobre los daños potenciales al medio ambiente natural por las grandes represas hidroeléctricas en el río Daugava, así como la preocupación por la destrucción de los símbolos de la nación letona, las especies de árboles de roble y tilo. El econacionalismo de Estonia, Letonia, Lituania y Ucrania se describe como eco-cívico-nacionalista en lugar de eco-etnonacionalista.
Escocia

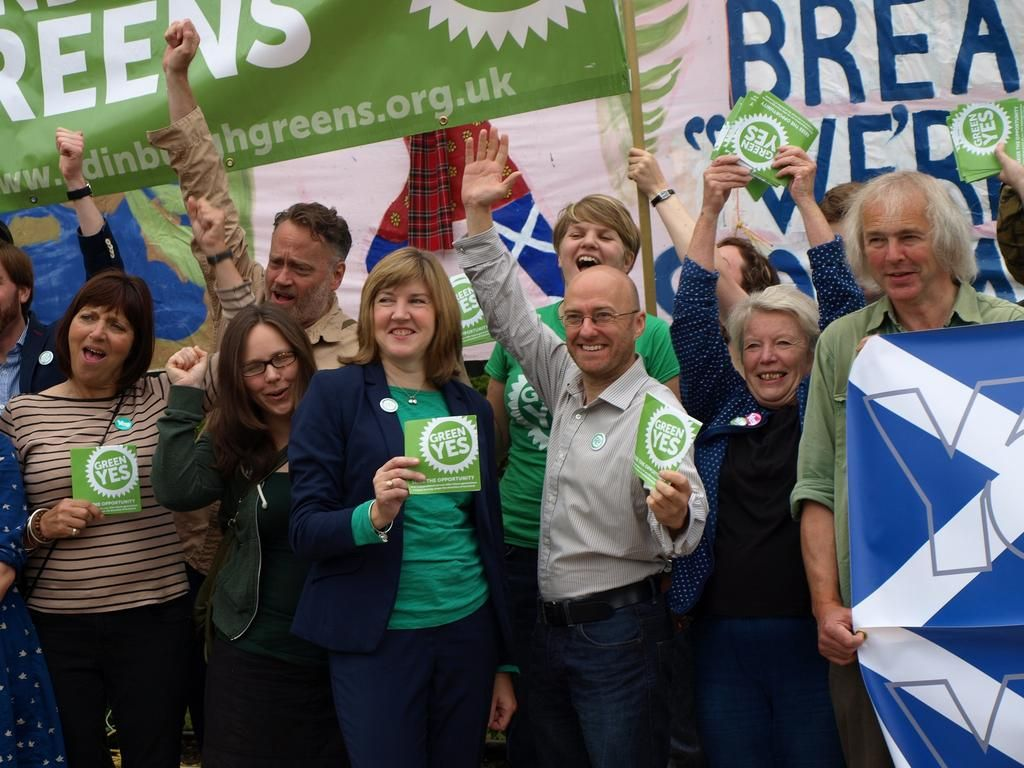
Miembros de los Verdes escoceses que apoyan la campaña Yes Scotland por la independencia de Escocia.

El Partido Nacional Escocés nacionalista cívico y de centroizquierda ha sido descrito en algunas fuentes como econacionalista; Adoptando el nacionalismo escocés, el SNP ha acusado al gobierno de Westminster de ser un "propietario negligente" que arroja sus desechos y contaminación en Escocia. El SNP se destaca por su larga voluntad de trabajar junto a los activistas ambientales. En 2019, el gobierno escocés liderado por SNP fue uno de los primeros países del mundo en declarar oficialmente una emergencia climática y siguió con la radical Ley de Cambio Climático (Objetivos de Reducción de Emisiones) (Escocia) de 2019. El acto fue posteriormente elogiado por la ONU como "un ejemplo inspirador del nivel de ambición que necesitamos a nivel mundial para lograr el Acuerdo de París". Después de las elecciones al Parlamento escocés de 2021, el SNP y los Verdes escoceses formaron juntos una coalición gobernante. Al igual que el SNP, los Verdes escoceses favorecen la independencia del Reino Unido.
España

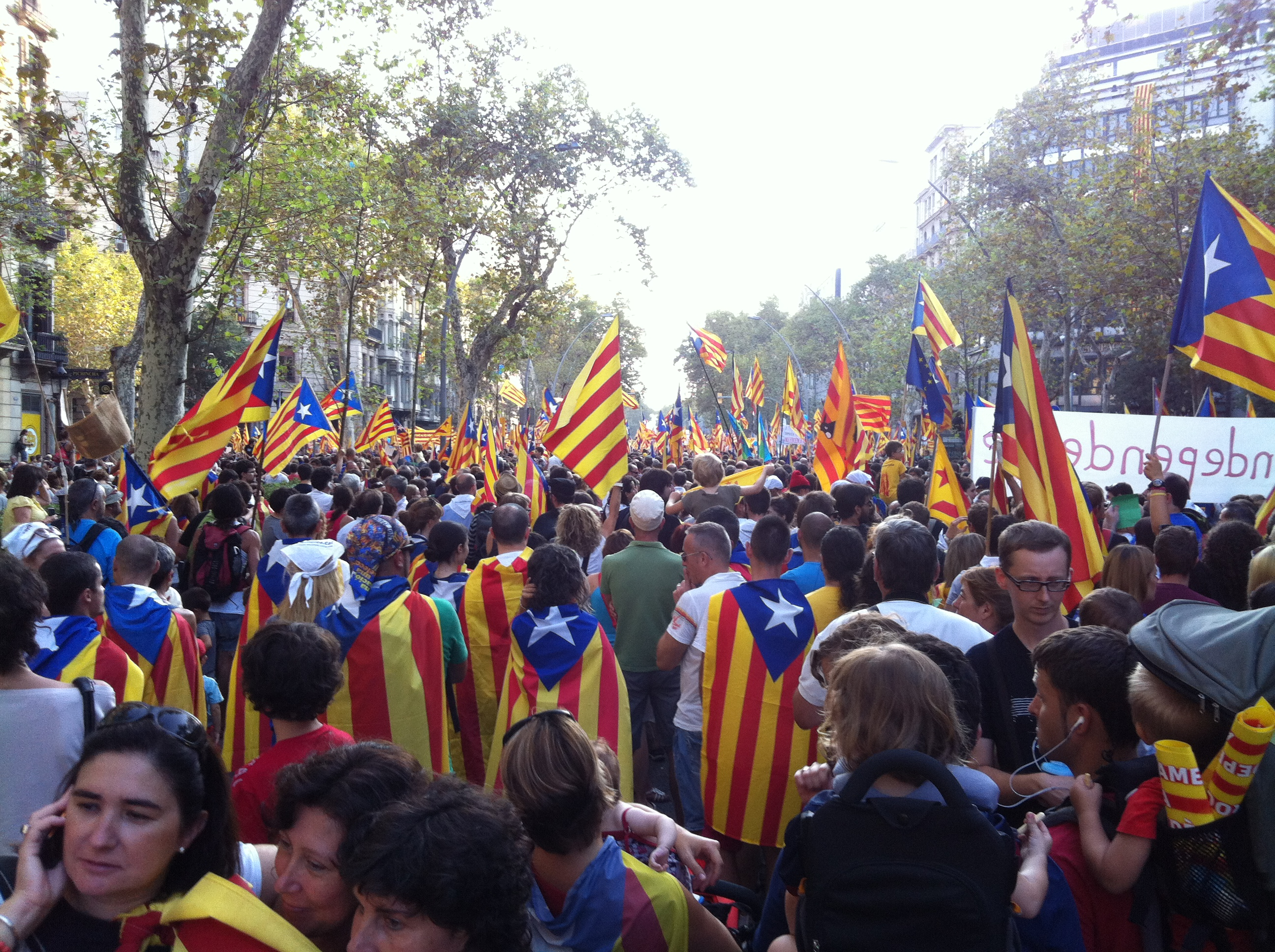
Catalanes independentistas durante una protesta en 2012. La Estelada se puede ver por todas partes.

Esquerra Republicana de Catalunya, un partido nacionalista catalán de centroizquierda, ha sido descrito como econacionalista. En 2017 aprobaron una declaración de emergencia climática por el parlamento catalán que habría tomado medidas radicales como prohibir el fracking, planificar el cierre de todas las instalaciones nucleares para 2027 y una reducción de las emisiones de CO2 de un 27% como mínimo para 2030. Sin embargo, la El Tribunal Supremo español vetó la ley después de considerarla inconstitucional porque excedía el alcance de los poderes otorgados a los parlamentos regionales en España. Además de su trabajo en el parlamento catalán, ERC (Esquerra Republicana de Catalunya) ha sido elogiada por la Red de Acción por el Clima por su trabajo en el Parlamento Europeo, donde entre 2014 y 2019 se consideró que ERC tenía un historial de votos a favor del clima. incluso mejor que el principal partido verde de España, Verdes Equo, y se clasificó entre los mejores en temas verdes de cualquier partido sentado en todo el Parlamento Europeo.
El Bloque Nacionalista Gallego de izquierdas también ha sido llamado econacionalista. El partido ha pedido leyes que brinden protección al paisaje y los ecosistemas al tiempo que abordan cuestiones de movilidad, desechos, energía, minería y gestión del agua. En 2019 el partido pidió la creación de un gabinete de crisis a nivel autonómico en España para actuar ante la emergencia climática, así como para hacer frente a la amenaza de las especies invasoras como amenaza para la gestión del agua y la biodiversidad.
Francia
En 2014, la líder nacionalista del Frente Nacional Francés, Marine Le Pen, lanzó un proyecto de 'ecología patriótica'. Denominado Nueva Ecología, el movimiento se calificó a sí mismo en una forma nativista de ambientalismo, fomentando los productos de origen local como ejemplo. De acuerdo con la agenda nacionalista de Le Pen, Le Pen describió las fronteras abiertas como "antiecológicas". Por el contrario, Le Pen también prometió "decretar una moratoria inmediata sobre la energía eólica".
Hungría
El partido político húngaro Movimiento Nuestra Patria ha sido descrito como de orientación chovinistamente econacionalista; por ejemplo, el partido ha pedido a los húngaros que muestren patriotismo apoyando la eliminación de la contaminación del río Tisza y al mismo tiempo culpando a Rumania y Ucrania de la contaminación. Elementos del Movimiento Juvenil de los Sesenta y Cuatro Condados de extrema derecha se proscriben a sí mismos bajo la etiqueta de "econacionalistas", y un miembro afirma que "ningún nacionalista real es un negacionista del clima".
Rusia
El movimiento religioso de la nueva era, el anastasianismo, que enfatiza la conexión espiritual de las personas con la naturaleza, ha sido descrito en el mundo académico como "econacionalista" en su perspectiva política.

### Oceanía
Australia y Nueva Zelanda
El orgullo patriótico por el paisaje y el medio ambiente del país es particularmente visible en países como Australia y Nueva Zelanda, que son conocidos por su vida animal única. El econacionalismo también está marcado por el orgullo nacional por las maravillas naturales como la Gran Barrera de Coral o el Pico Mitre, los extensos esfuerzos de conservación de especies icónicas como el kākāpō y el pez sierra de dientes grandes, y la creación de parques nacionales para proteger estas especies y áreas. Si bien es beneficioso para los esfuerzos de conservación, el econacionalismo ha sido criticado como una extensión de las dicotomías y ontologías colonialistas y rara vez aborda el conocimiento ecológico indígena.
El grupo Oil Free Wellington y sus proyectos hermanos en otras áreas de Nueva Zelanda, un movimiento que hizo campaña contra la extracción de petróleo en aguas profundas frente a las costas de Nueva Zelanda debido al daño que estaba causando a la nación, ha sido descrito como otro ejemplo del econacionalismo neozelandés.

### América
Uruguay
Tras la construcción de la papelera UPM Paso de los Toros,surgen movimientos políticos y sociales en consecuencia a denuncias de contaminación hídrica por parte de la empresa, con un particular enfoque en la soberanía nacional, anticorporativismo y antiglobalismo.  Entre las distintas organizaciones se encuentra Uruguay soberano, movimiento que propone un plebiscito constitucional que prohíba los contratos secretos entre empresas internacionales y el Estado.

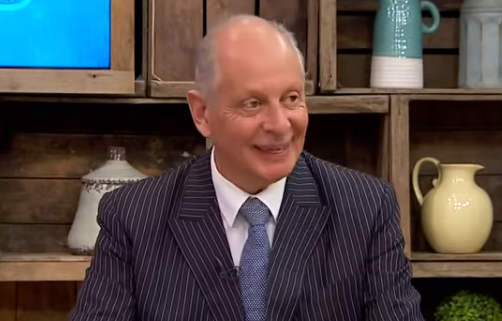
Abogado econacionalista y candidato presidencial Gustavo Salle

En las elecciones generales 2019, se presentaron 2 candidatos econacionalistas desde los partidos PERI y el Partido Verde Animalista. Uno de ellos fue César Vega, quien logró obtener una banca en la Cámara de Representantes de Uruguaypor el PERI, convirtiéndose en el primer diputado econacionalista en Uruguay.
El otro precandidato econacionalista en 2019, por el PVA, fue Gustavo Salle, reconocido abogado penalista que realizó múltiples denuncias contra empresas internacionales y el estado uruguayo por irregularidades contractuales y contaminación ambiental. Pese a no alcanzar buenos resultados, más adelante su personalidad obtendrá notoriedad tras la pandemia del 2020, donde Salle mantendrá una posición conspiranoica y antivacunas. Pudiendo fundar un partido nuevo llamado Identidad soberana, obteniendo excelentes resultados en las elecciones internas 2024.